# Kentriodon
Kentriodon és un gènere extint de dofins que visqueren en allò que actualment és Nord-amèrica (i possiblement a Europa i el Japó) entre l'Oligocè superior i el Miocè mitjà. Aquest dofí extint fou un dels primers dofins similars a les espècies actuals. Tanmateix, alguns caràcters primitius han dut els científics a classificar-lo en una família pròpia, la dels centriodòntids. Amb una llargada d'uns dos metres, Kentriodon ja tenia el perfil hidrodinàmic dels dofins mulars i altres dofins actuals.